# 阿部龍二郎
阿部 龍二郎（あべ りゅうじろう、1964年5月11日 - ）は、日本の実業家、テレビプロデューサー。TBSホールディングス（以下「TBSHD」）代表取締役社長。神奈川県藤沢市出身。
過去にTBSテレビのプロデューサー、チーフプロデューサー、制作局制作センターバラエティ制作部次長（旧TBSエンタテインメント⇒制作3部）、編成局担当部長、編成制作本部編成制作局バラエティー制作センター2部長、制作局バラエティー制作部長、制作局制作1部長、経営企画室長、TBSHDグループ経営企画局長、TBSビジョン代表取締役社長、TBSスパークル代表取締役社長、TBSテレビ執行役員を歴任。2024年6月27日付でTBSホールディングスの代表取締役社長に就任することが発表された。

## 人物
作家：阿部昭の二男に当たり、昭もラジオ東京→TBSに勤務していた（1959年 - 1971年）。
藤沢市立鵠沼中学校、慶應義塾大学卒。1988年の卒業後、当時の東京放送（TBS）に入社。同期に清原正博・佐古忠彦・向井政生（2023年1月、在職中に死去）・杉山真喜人・香川恵美子。
テレビ部門に配属、人気音楽番組『ザ・ベストテン』のプロデューサーだった山田修爾の部下的な存在でアシスタントディレクターとして活動。
『うたばん』や『COUNT DOWN TV』などの音楽番組プロデューサー。石橋貴明やSMAP（特に同郷である中居正広）などと関係が深い。同局のアナウンサーである安住紳一郎を積極的に起用。
2008年5月編成局担当部長に異動。この為5月2日〜28日までは阿部の番組は大木真太郎、中鉢功、帯純也プロデューサーらに、5月29日以降は小谷和彦、中鉢功チーフプロデューサーらに引き継がれた。
2009年9月からは、制作局バラエティー制作センター2部長。
2010年5月13日からは、編成制作局バラエティー制作センター2部長。
2012年4月1日からは、制作局バラエティー制作部長。
2016年4月1日付でTBSHD経営企画局長、TBSテレビ経営企画室長。
2017年6月20日付でTBSビジョン社長。
2018年6月29日付でTBSスパークル社長及びTBSHD執行役員。
2020年6月26日付でTBSテレビ取締役（TBSHD執行役員と兼任）。
2024年6月27日付でTBSHD代表取締役社長に就任（現職）。

## 逸話
フジテレビ系バラエティ番組『笑っていいとも!』のコーナー・テレフォンショッキング（2008年11月25日放送分）に安住がゲスト出演した際、以前担当番組「ぴったんこカン・カン」キャラクターの着ぐるみを着て登場。司会のタモリに対し「手前どもの局（TBS）でもレギュラー番組をお願いします」などと発言。

## 過去の担当番組
阿部が担当する番組は生放送及びごく一部の収録番組を除きすべて非ハイビジョン（画角4:3、SD制作）番組だった。
- THE・プレゼンター（チーフプロデューサー担当）
- コロンブスのゆで卵
- DA!DA!DA!PUMP（プロデューサー）
- ここがヘンだよ日本人（プロデューサー）
- 中居正広の家族会議を開こう!（プロデューサー）
- U-CDTV
- 吾郎の細道→吾郎のソナタ（チーフプロデューサー）
- 月曜組曲（チーフプロデューサー担当）
- アサ秘ジャーナルシリーズ
  - 週刊アサ秘ジャーナル
  - 名門!アサ秘ジャーナル
- TBS新局舎移転記念番組 テレビ新世紀!感動の超有名人300人大集合（ディレクター）
- ブレインサバイバー
- 水曜特番「ピン子の時間」（チーフプロデューサー）
- 中居正広のテレビ50年名番組だョ!全員集合笑った泣いた感動したあのシーンをもう一度夢の総決算スペシャル（プロデューサー）
- 次長課長のヨイショ!（チーフプロデューサー）
- うたばん（プロデューサー）
- 中居正広の金曜日のスマたちへ[5]（プロデューサー）
- ぴったんこカン・カン（チーフプロデューサー、カエルのスーツアクター）[5]
- ドリーム・プレス社（プロデューサー）
  - ザ・ドリームプレッシャー
- COUNT DOWN TV（プロデューサー → チーフプロデューサー）
- Goro's Bar（チーフプロデューサー）
- 月光音楽団（チーフプロデューサー）
- イシバシ・レシピ（チーフプロデューサー）
- ビートたけしのやってはいけない!（年2回程度スーパーフライデー枠で放送）
- ザ・ベストテン（2001年～年末特番として放送、1989年4月～10月はアシスタントディレクター、1993年12月の同窓会特番は演出）
- ナンバー2 〜一番になれなかった天才達の物語〜
- 音楽の日（制作）
- クリスマスの約束

## 元・阿部龍二郎班
TBSテレビ編成制作本部制作局制作センターバラエティ制作部（旧制作三部）では必ず何かの班に所属し、番組を作る。阿部龍二郎が率いる「阿部班」は制作局の枠・垣根を超えて局内随一の勢力を誇る。
- 中鉢功
「CDTV」「うたばん」チーフディレクター→プロデューサー→チーフプロデューサー、制作局から離れ、報道局へ異動し「イブニングワイド」「Nスタ」プロデューサー。報道局から情報制作局情報センターへ異動し、「はなまるマーケット」総合演出を勤めた。
- 大木真太郎
「うたばん」ディレクター、「ぴったんこカン・カン」演出兼プロデューサー→エグゼクティブプロデューサーを務めた。2021年現在はコンテンツ制作局制作1部長・制作プロデューサー。
- 正木敦
「ここがヘンだよ日本人」チーフディレクター。2020年現在は情報制作局情報二部エキスパート局次長兼チーフプロデューサー。
- 古谷英一
「うたばん」ディレクター→制作現場に離れ、海外派遣留学→プロデューサー、「サバイバー」チーフディレクター、2020年現在TBSホールディングス総合戦略局総合編成部長。
- 吉橋隆雄
「アサ秘ジャーナル」プロデューサー。
- 鈴木慎治
「CDTV」アシスタントプロデューサー。2020年現在は経理局経理部次長。
- 志賀大士
「ぴったんこカン・カン」ディレクター、「CDTV」プロデューサー。入社当時はアナウンス部。
- 千野晴己
「うたばん」ディレクター。